# Distretto di Fengxian
Il distretto di Fengxian (cinese semplificato: 奉贤区; cinese tradizionale: 奉賢區; mandarino pinyin: Fèngxián Qū) è un distretto di Shanghai. Ha una superficie di 687,39 km² e una popolazione di 1.083.400 al 2010.